# آبشار پروردگی
آبشارهای پروردگی یا آبشارهای غذایی (به انگلیسی: Trophic cascade)، فعل و انفعال‌های غیرمستقیم نیرومندی هستند که می‌توانند کل اکوسیستم‌ها را کنترل کنند و زمانی رخ می‌دهند که سطح پروردگی در یک شبکه غذایی سرکوب شود. به عنوان مثال، اگر شکارچیان به اندازه کافی در شکار مؤثر باشند تا فراوانی شکار را کاهش دهند، یا رفتار طعمه خود را تغییر دهند، آبشاری از بالا به پایین رخ خواهد داد، در نتیجه سطح تغذیه پایین‌تر بعدی از شکار آزاد می‌شود (یا گیاه‌خواری اگر سطح تغذیه‌ای متوسط یک گیاه‌خوار باشد).
آبشار پروردگی یک مفهوم بوم‌شناختی است که پژوهش‌های جدیدی را در بسیاری از زمینه‌های بوم‌شناسی تحریک کرده است. به عنوان مثال، همان‌طور که انسان‌ها در بسیاری از مکان‌ها از طریق شکار و ماهیگیری انجام داده‌اند، می‌تواند برای درک پیامدهای ضربه‌ای حذف شکارچیان برتر از شبکه‌های غذایی مهم باشد.